# Kōstas Galanopoulos
Kōnstantinos Galanopoulos, detto Kōstas (in greco Κωνσταντίνος "Κώστας" Γαλανόπουλος?; Atene, 28 dicembre 1997), è un calciatore greco, centrocampista svincolato.

## Caratteristiche tecniche
È un centrocampista centrale capace di giocare anche da mezzala; veloce, è dotato di una buona tecnica individuale ed è abile anche in fase difensiva. È stato paragonato al turco Emre Belözoğlu.

## Carriera
Cresciuto nelle giovanili dell'AEK Atene, esordisce in prima squadra il 31 maggio 2016 in un match perso 1-0 contro il Paniōnios.

## Statistiche

### Presenze e reti nei club
Statistiche aggiornate al 20 novembre 2017.
| Stagione        | Squadra         | Campionato      | Campionato | Campionato | Coppe nazionali | Coppe nazionali | Coppe nazionali | Coppe continentali | Coppe continentali | Coppe continentali | Altre coppe | Altre coppe | Altre coppe | Totale | Totale | Totale |
| Stagione        | Squadra         | Comp            | Pres       | Reti       | Comp            | Pres            | Reti            | Comp               | Pres               | Reti               | Comp        | Pres        | Reti        | Pres   | Reti   |        |
| --------------- | --------------- | --------------- | ---------- | ---------- | --------------- | --------------- | --------------- | ------------------ | ------------------ | ------------------ | ----------- | ----------- | ----------- | ------ | ------ | ------ |
| 2015-2016       | AEK Atene       | SL              | 0+1        | 0          | CG              | 0               | 0               | -                  | -                  | -                  | -           | -           | -           | 1      | 0      |        |
| 2016-2017       | AEK Atene       | SL              | 13+5       | 2          | CG              | 9               | 1               | UEL                | 1                  | 0                  | -           | -           | -           | 28     | 3      |        |
| 2017-2018       | AEK Atene       | SL              | 8          | 0          | CG              | 1               | 0               | UCL+UEL            | 1+5                | 0                  | -           | -           | -           | 15     | 0      |        |
| Totale carriera | Totale carriera | Totale carriera | 27         | 2          |                 | 10              | 1               |                    | 7                  | 0                  |             | -           | -           | 44     | 3      |        |

### Cronologia presenze e reti in nazionale
| Cronologia completa delle presenze e delle reti in nazionale ― Grecia | Cronologia completa delle presenze e delle reti in nazionale ― Grecia | Cronologia completa delle presenze e delle reti in nazionale ― Grecia | Cronologia completa delle presenze e delle reti in nazionale ― Grecia | Cronologia completa delle presenze e delle reti in nazionale ― Grecia | Cronologia completa delle presenze e delle reti in nazionale ― Grecia | Cronologia completa delle presenze e delle reti in nazionale ― Grecia | Cronologia completa delle presenze e delle reti in nazionale ― Grecia |
| Data                                                                  | Città                                                                 | In casa                                                               | Risultato                                                             | Ospiti                                                                | Competizione                                                          | Reti                                                                  | Note                                                                  |
| --------------------------------------------------------------------- | --------------------------------------------------------------------- | --------------------------------------------------------------------- | --------------------------------------------------------------------- | --------------------------------------------------------------------- | --------------------------------------------------------------------- | --------------------------------------------------------------------- | --------------------------------------------------------------------- |
| 15-5-2018                                                             | Siviglia                                                              | Arabia Saudita                                                        | 2 – 0                                                                 | Grecia                                                                | Amichevole                                                            | -                                                                     | 90+2’                                                                 |
| 15-10-2019                                                            | Atene                                                                 | Grecia                                                                | 2 – 1                                                                 | Bosnia ed Erzegovina                                                  | Qual. Euro 2020                                                       | -                                                                     |                                                                       |
| 15-11-2019                                                            | Erevan                                                                | Armenia                                                               | 0 – 1                                                                 | Grecia                                                                | Qual. Euro 2020                                                       | -                                                                     |                                                                       |
| 18-11-2019                                                            | Amarousio                                                             | Grecia                                                                | 2 – 1                                                                 | Finlandia                                                             | Qual. Euro 2020                                                       | -                                                                     | 73’                                                                   |
| 3-6-2021                                                              | Bruxelles                                                             | Belgio                                                                | 1 – 1                                                                 | Grecia                                                                | Amichevole                                                            | -                                                                     | 69’                                                                   |
| 6-6-2021                                                              | Malaga                                                                | Norvegia                                                              | 1 – 2                                                                 | Grecia                                                                | Amichevole                                                            | -                                                                     | 57’                                                                   |
| 17-11-2023                                                            | Atene                                                                 | Grecia                                                                | 2 – 0                                                                 | Nuova Zelanda                                                         | Amichevole                                                            | -                                                                     | 70’                                                                   |
| 21-11-2023                                                            | Atene                                                                 | Grecia                                                                | 2 – 2                                                                 | Francia                                                               | Qual. Euro 2024                                                       | -                                                                     | 66’                                                                   |
| 23-3-2025                                                             | Glasgow                                                               | Scozia                                                                | 0 – 3                                                                 | Grecia                                                                | UEFA Nations League 2024-2025 - Play-off                              | -                                                                     | 83’                                                                   |
| Totale                                                                |                                                                       | Presenze                                                              | 9                                                                     |                                                                       | Reti                                                                  | 0                                                                     |                                                                       |

## Palmarès
- Coppa di Grecia: 1

AEK Atene: 2015-2016
- Campionato greco: 2

AEK Atene: 2017-2018, 2022-2023